# Musicology (álbum)
Musicology es el vigesimoséptimo álbum de estudio del músico estadounidense Prince, lanzado el 20 de abril de 2004 por NPG Records y distribuido por Columbia Records. El álbum se convirtió en un éxito instantáneo, alcanzando el Top 5 en las listas de los Estados Unidos, Reino Unido, Alemania y muchos otros países.
El álbum fue regalado con las entradas de su Musicology Tour.

## Lista de canciones
Todas compuestas por Prince
1. "Musicology" – 4:26
2. "Illusion, Coma, Pimp & Circumstance" – 4:46
3. "A Million Days" – 3:50
4. "Life 'o' the Party" – 4:29
5. "Call My Name" – abc_action_menu_overflow_description
6. "Cinnamon Girl" – 3:56
7. "What Do U Want Me 2 Do?" – 4:15
8. "The Marrying Kind" – 2:49
9. "If Eye Was the Man in Ur Life" – 3:09
10. "On the Couch" – 3:33
11. "Dear Mr. Man" – 4:14
12. "Reflection" – 3:04

## Posicionamiento
| Lista (2004)                        | Posición |
| ----------------------------------- | -------- |
| Australia (ARIA)                    | 19       |
| Austria (Ö3 Austria)                | 4        |
| Bélgica (Ultratop flamenca)         | 6        |
| Bélgica (Ultratop valona)           | 18       |
| Dinamarca (Hitlisten)               | 2        |
| Países Bajos (Album Top 100)        | 3        |
| Finlandia (Suomen Virallinen Lista) | 22       |
| Francia (SNEP)                      | 7        |
| Italia (FIMI)                       | 10       |
| Nueva Zelanda (Recorded Music NZ)   | 25       |
| Noruega (VG-lista)                  | 2        |
| Suecia (Sverigetopplistan)          | 6        |
| Suiza (Schweizer Hitparade)         | 2        |
| Reino Unido (UK Albums Chart)       | 3        |
| Estados Unidos (Billboard 200)      | 3        |